# ×Triticosecale
× Triticosecale je hibridni rod žitarica, porodica trave. Nastala je križanjem pšenice (Triticum aestivum L.) kao muški dio, a raž (Secale cereale L.) kao ženski. Postoji jedna priznata vrsta i tri koje nisu opisane prema pravilima ICN:

## Vrste
1. × Triticosecale rimpaui (M.Graebn.) Wittm. ex A.W.Hill, Secale cereale × Triticum aestivum subsp. aestivum
2. × Triticosecale blaringhemii A.Camus, hibridna formula   Secale cereale × Triticum aestivum subsp. spelta
3. × Triticosecale neoblaringhemii A.Camus, hibridna formula Secale cereale × Triticum turgidum
4. × Triticosecale semisecale (Mackey) K.Hammer & Filat., hibridna formula Secale cereale × Triticum monococcum

- Sinonim: × Secalotricum Kostov